# Вулиця Вадима Бойка (Кременчук)
Ву́лиця Бо́йка — одна з вулиць Кременчука. Протяжність близько 600 метрів.

## Розташування
Вулиця розташована в нагірні частині міста. Починається з проспекту Свободи та прямує на південний схід, де входить у вул. Лікаря Парнети.
Проходить крізь такі вулиці (з початку вулиці до кінця):

Пам'ятна дошку Вадиму Бойку

- Майора Пугача
- Матросова
- Лебедина

## Будівлі та об'єкти
- Буд. № 15  — «Відкрите радіо», газета «Кременчуцька Панорама»[2].
- Буд. № 18 — Кременчуцька міська СЕС[3].
- Буд. № 21 — Мале приватне підприємство «Логер»[1].